# Mohnmingilan
I Mohnmingilan (frittelle di papavero in italiano) sono un dolce tipico altoatesino, in particolare della Val d'Isarco.
Si tratta di piccole frittelle di patate, tipicamente di circa 3 cm di diametro, aromatizzate con semi di papavero e cannella, ricoperte da una pastella a base di uova, farina, zucchero, latte e rum, fritte in olio di arachidi e cosparse di zucchero.
Sono riconosciute quali prodotti agroalimentari tradizionali.